# Mewtwo
Mewtwo (ミュウツー?, Myūtsū) è un Pokémon base della prima generazione di tipo Psico. Il suo numero identificativo Pokédex è 150. Nel contesto del franchise creato da Satoshi Tajiri, Mewtwo è un Pokémon leggendario creato artificialmente come clone di Mew. Viene definito il Pokémon Genetico.
Ideato dal team di designer della Game Freak, Mewtwo fa la sua prima apparizione nel 1996 nei videogiochi Pokémon Rosso e Blu e compare inoltre nella maggior parte dei titoli successivi, in videogiochi spin-off, nella serie televisiva anime, nel Pokémon Trading Card Game e nel merchandising derivato dalla serie. È il protagonista del film Pokémon il film - Mewtwo contro Mew, dello speciale Mewtwo Returns e del remake Pokémon: Mewtwo colpisce ancora - L'evoluzione, oltre ad essere presente nel manga Pokémon - La grande avventura.
Nei videogiochi Pokémon X e Y Mewtwo ottiene due megaevoluzioni, denominate MegaMewtwo X e MegaMewtwo Y. MegaMewtwo Y è presente in Il film Pokémon - Genesect e il risveglio della leggenda e in live action Pokémon: Detective Pikachu. In Pokkén Tournament viene introdotta la forma Mewtwo Nero.
Mewtwo è inoltre uno dei personaggi giocabili nel videogioco Super Smash Bros. Melee e l'ultimo boss in Pokémon Stadium e in Pokémon Ranger: Tracce di luce. È uno dei Pokémon assenti nel videogioco Pokémon Mystery Dungeon: Esploratori del tempo.
Mewtwo è uno dei primi quattro Pokémon apparsi nella collezione di t-shirt "Pokémon 151", dedicata ai Pokémon della prima generazione.

## Descrizione
Mewtwo è un Pokémon leggendario creato da uno scienziato utilizzando i geni di Mew, dopo anni di orribili esperimenti di ingegneria genetica. Tale processo però ha dotato il Pokémon non solo di una forza straordinaria, ma anche di un'indole crudele e spietata. Si dice che riposi immobile all'interno di grotte inesplorate, conservando l'energia che poi scatena durante la lotta.
In Pokémon X e Y ottiene due megaevoluzioni denominate MegaMewtwo X e MegaMewtwo Y. MegaMewtwo X è alto 230 cm, pesa 127 kg, è di tipo Psico/Lotta e ha un aspetto più muscoloso e capacità fisiche più sviluppate. MegaMewtwo Y è alto 150 cm, pesa 33 kg, è di tipo Psico e ha un corpo più minuto e poteri psichici ancora più elevati.

## Apparizioni

### Videogiochi
In Pokémon Rosso e Blu, il giocatore viene a sapere dell'esistenza di Mewtwo leggendo gli appunti di ricerca lasciati nella Villa Pokémon in rovina sull'Isola Cannella. Le note riportano che gli scienziati dell'isola scoprirono un nuovo Pokémon in una giungla della Guyana, che chiamarono Mew e che in seguito diede alla luce una creatura a cui diedero il nome di Mewtwo; questi però si dimostrò troppo potente da controllare, distruggendo il laboratorio e scappando. Successivamente al giocatore viene data l'opportunità di catturare Mewtwo nella Grotta Celeste, accessibile solo dopo aver sconfitto i Superquattro e il Campione; nei remake Pokémon Rosso Fuoco e Verde Foglia questo prerequisito è stato ampliato, richiedendo al giocatore di completare la quest principale del gioco prima che venga concesso l'accesso alla grotta.
Mewtwo può essere catturato in Pokémon Oro HeartGold e Argento SoulSilver nello stesso luogo dopo aver sconfitto tutti i capipalestra di Kanto. Il personaggio è stato anche al centro di una promozione per Pokémon Nero e Bianco. Si diceva anche che fosse presente sotto un camion in una delle città, anche se poi emerse che si trattava di una bufala. Mewtwo riappare anche in Pokémon X e Y dopo aver completato la storia principale, ed è uno dei pochi Pokémon in grado di utilizzare la nuova meccanica della Megaevoluzione, in quanto può trasformarsi in Mega Mewtwo X o Mega Mewtwo Y.
Dal suo debutto, Mewtwo è apparso in altri giochi Nintendo. In Pokémon Stadium e Pokémon Pinball, Mewtwo appare come il boss finale dopo che tutte le competizioni sono state completate. In Pokémon Puzzle League, Mewtwo non è solo l'ultimo avversario, ma anche il principale antagonista responsabile degli eventi del gioco. Altri giochi, come Super Smash Bros. Melee e la serie Pokémon Mystery Dungeon, hanno caratterizzato Mewtwo come un personaggio sbloccabile che deve essere sconfitto prima di poter essere utilizzato, mentre altri come Pokémon Snap come una creatura che appare solo una volta che certe condizioni sono state soddisfatte.
Dopo non aver fatto la sua comparsa in Super Smash Bros. Brawl, Mewtwo è tornato nella serie come personaggio DLC in Super Smash Bros. per Nintendo 3DS e Wii U il 28 aprile 2015, sebbene sia stato reso disponibile ai membri del Club Nintendo che avevano registrato entrambe le versioni il 15 aprile 2015. In 3DS e Wii U, il suo Smash Finale lo trasforma in Mega Mewtwo Y e gli dona la possibilità di utilizzare Psicobotta, la sua mossa caratteristica nei giochi Pokémon. Una nuova forma di Mewtwo, Mewtwo Nero, appare come un boss in Pokkén Tournament e ha un attacco speciale che lo tramuta in Mega Mewtwo X. Inoltre, la sua forma normale è presente sotto forma di personaggio giocabile. Mewtwo è tornato come personaggio giocabile in Super Smash Bros. Ultimate per Nintendo Switch, dove è nuovamente un personaggio sbloccabile.
Nel gioco per cellulare in realtà aumentata Pokémon Go, una variante corazzata di Mewtwo ispirata al primo film fu resa disponibile per un periodo limitato nei raid di livello 5 a luglio 2019.

### Anime
Mewtwo appare per la prima volta nel corso dell'episodio L'ottava medaglia (The Battle of the Badge), in cui sconfigge l'Arcanine ed il Nidoking di Gary Oak nella palestra di Giovanni. È inoltre presente in Casa dolce casa (It's Mr. Mime Time) ed in Uniti nel pericolo (Showdown at the Poké Corral). Alcune scene tratte dagli episodi sono inoltre presenti nel lungometraggio Pokémon il film - Mewtwo colpisce ancora.
Mewtwo è anche il protagonista del film Pokémon il film - Mewtwo contro Mew. Nel lungometraggio viene raccontata la storia di Mewtwo, nato da un esperimento di clonazione a partire da alcuni resti di DNA del Pokémon leggendario Mew. Creato ed addestrato al fine di renderlo il Pokémon più potente ed intelligente, Mewtwo, una volta sviluppate al massimo le sue capacità, si ribellò, distrusse i laboratori ed uccise gli scienziati che l'avevano creato. Successivamente, sull'isola in cui erano situati i laboratori, Mewtwo costruì il suo palazzo, cominciando ad allevare i Pokémon che già abitavano l'isola al fine di renderli molto potenti. Infine provvede a rapire un'infermiera di un Pokémon Center, rendendola propria serva tramite il lavaggio del cervello, obbligandola ad invitare gli allenatori più abili del pianeta per sottrarre i loro Pokémon, allargando la sua collezione. Tra gli allenatori è presente Ash Ketchum che si allea con Mew per sconfiggere Mewtwo. Nell'edizione italiana del film Mewtwo è doppiato da Mario Zucca, mentre in quella americana da Philip Bartlett.
Mewtwo è inoltre presente nell'episodio speciale Mewtwo Returns, i cui fatti narrati si svolgono successivamente al film. Lo speciale racconta che il Pokémon leggendario ed i cloni da lui creati si sono trasferiti in un luogo tranquillo, in cui i Pokémon non debbono lottare tra di loro. Tuttavia il capo del Team Rocket, Giovanni, vuole ancora il controllo di Mewtwo e tenterà di catturarlo, insieme ai suoi Pokémon. Solamente con l'aiuto di Ash, Mewtwo riuscirà a liberarsi di Giovanni, tuttavia non riuscendo ancora a comprendere il suo destino.
In Pokémon: Le origini l'allenatore Rosso cattura il Pokémon leggendario Mewtwo all'interno della Grotta Celeste.
MegaMewtwo Y appare nel lungometraggio Il film Pokémon - Genesect e il risveglio della leggenda. Nel prologo il Pokémon leggendario incontra l'allenatore Virgil.
Il Mewtwo del primo film appare nuovamente nell'episodio Un'avventura oltre le aspettative! (Getting More Than You Battled For!), in onda in Giappone il 20 novembre 2020 e in Italia il 22 maggio 2021.

### Opere letterarie
Mewtwo è apparso come personaggio centrale in diversi libri relativi alla serie Pokémon , incluse gli adattamenti cartacei di Mewtwo colpisce ancora, Mewtwo Returns e Detective Pikachu", che ripercorrono fedelmente gli eventi dei film. Nel dicembre 1999, Viz Media ha pubblicato il libro illustrato per bambini I'm Not Pikachu !: Pokémon Tales Movie Special , in cui erano presenti bambini che interpretavano i personaggi del film, tra cui Mewtwo..  Nel maggio 2001, Viz pubblicò un secondo libro per bambini, Mewtwo's Watching You!, che mostrava un timido Mewtwo che guardava con interesse gli altri Pokémon.
Nella serie manga Pokémon - La grande avventura, il Team Rocket crea Mewtwo, ma parte del suo DNA viene inserito all'interno del leader della palestra Blaine. A causa del DNA che condividono, i due non possono essere separati per molto tempo senza ammalarsi.  Si scoprirà in seguito che un altro Pokémon, Entei è in grado di rompere il legame tra i due rimuovendo il DNA nel braccio di Blaine, che a quel punto si separa da Mewtwo. Alla fine Mewtwo aiuta il personaggio principale della serie, Rosso, a lottare contro il leader del Team Rocket Giovanni e il suo Deoxys.
Nel 1998, a Toshihiro Ono (già autore del manga Dengeki! Pikachu) è stato chiesto di scrivere una storia che specificasse le origini di Mewtwo in concomitanza con l'uscita del primo film.  Ha quindi realizzato un manga di 52 pagine, pubblicato nel numero di luglio 1998 della rivista CoroCoro Comic, presentato sotto forma di flashback e parzialmente sostituito dal cortometraggio animato The Birth of Mewtwo. La storia vide la luce sotto forma di side story per Dengeki! Pikachu. In questo manga il creatore di Mewtwo, il Dr. Fuji, assume il ruol.o di allenatore per il Pokémon una volta completamente sviluppato, mentre il suo datore di lavoro, il Team Rocket, mette alla prova le sue abilità. Apprendendo un piano dei suoi superiori per produrre un esercito di cloni da utilizzare come arma, Fuji chiede a Mewtwo di distruggere il laboratorio con all'interno lo stesso Fuji. Mewtwo rifiuta, affermando che non può fare del male al dottore, che considera suo padre. Una volta catturato dal Team Rocket, Fuji dice a Mewtwo di essere onorato dalle sue parole, e viene poi ucciso. Reso furioso dalla sua morte, Mewtwo distrugge il laboratorio e fugge. Nel presente, Mewtwo piange nel sonno mentre sogna questi eventi. Il manga si conclude con l'arrivo di Ash, Misty e Brock all'isola di Mewtwo (lasciando intendere che gli eventi successivi da quel momento in poi sono gli stessi del film), e non è mai stato raccolto in volume né pubblicato fuori dal Giappone, divenendo quindi di difficile reperibilità.

### Film live action
Nel film live action Pokémon: Detective Pikachu, tratto dall'omonimo videogioco, i poteri psichici di Mewtwo sono stati ulteriormente potenziati, rendendolo capace di trasferire la mente di un essere umano all'interno di un Pokémon, a condizione però che la psiche del Pokémon sia compromessa da una furia cieca che ne permetta la sovrascrittura. Per questo motivo, è ricercato dall'antagonista principale del film, Howard Clifford, un folle e spietato magnate che vorrebbe usare queste sue capacità per far unire tutti gli abitanti di Ryme City con i rispettivi Pokémon, liberando così l'umanità dai limiti del corpo umano.

## Accoglienza
Nei giochi, Mewtwo è costantemente considerato uno degli avversari più forti e potenti, ed è stato descritto in Pokémon Rosso e Blu come "il miglior Pokémon del gioco", nonché "uno dei più rari e difficili da catturare".  A causa dei molteplici punti di forza e dei pochi punti deboli del personaggio, induce i giocatori a sviluppare strategie esclusivamente per sconfiggere un Mewtwo avversario o per proibirne l'uso quando sfidano altri giocatori. Lo staff di IGN ha lamentato la sua esclusione da Super Smash Bros. Brawl. Un sondaggio di IGN sul fatto che il personaggio sia mancato in Brawl ha evidenziato un sentimento simile. Il giocatore professionista di Super Smash Bros. Jason "Mew2King" Zimmerman è specializzato in Mewtwo, sebbene utilizzi altri personaggi nelle competizioni.  Gli autori Tracey West e Katherine Noll hanno definito Mewtwo il quinto miglior Pokémon leggendario e il sesto miglior Pokémon in assoluto.
Il libro Pikachu's Global Adventure: The Rise and Fall of Pokémon ha notato che Mewtwo , popolare tra i bambini maschi più grandi che tendono ad essere attratti da personaggi "duri o spaventosi"; Mew al contrario è stato descritto come il suo opposto,  tra le bambine più giovani, le quali tendono ad essere attratte da personaggi "carini". Altri libri, come Media and the Make-believe Worlds of Children, hanno notato un confronto simile, citando Mewtwo come "dall'aspetto più aggressivo" rispetto a Mew e sottolineando l'importanza del contrasto per i bambini. Il libro Gaming Cultures and Place in Asia-Pacific paragona il design di Sugimori di Mewtwo a quello dei film giapponesi tokusatsu, vale a dire film di mostri come Godzilla del 1954 nel creare "sagome mostruose ma familiari del passato rinnovata agenzia sotto forma di occhi ed espressioni che tagliano attraverso lo spettatore ".
In accoglienza ai media estesi per il franchise Pokémon, Mewtwo è stato paragonato al mostro di Frankenstein come un essere nato artificialmente e per il fatto di disprezzare la sua origine. La segretaria di teologia della Chiesa d'Inghilterra Anne Richards ha descritto Mewtwo come una "parabola sull'inutilità della forza" e ha elogiato il personaggio per aver mostrato il valore cristiano della redenzione. Altre reazioni sono state contrastanti. Sebbene sia stato citato come un "cattivo complesso e avvincente" da alcuni critici, il suo obiettivo di dominare il mondo è stato accolto come un tratto condiviso da "... ogni cattivo degli anime ...", e paragonato a un cattivo di James Bond dal Daily Record.
Tuttavia, Animerica ha elogiato Mewtwo come un personaggio con "profondità filosofica" e per aver servito come "un avversario di potere quasi infinito e genuina malizia" che era mancato nella serie animata. Ken Hollings di Sight & Sound ha descritto Mewtwo come "meditabondo, articolato e vendicativo in cui gli altri Pokémon rimangono chiazze luminose di energia senza parole" e "Come un fratello maggiore travagliato, Mewtwo rappresenta un ordine più antico di esperienza". Anime Classics Zettai!: 100 Must-See Japanese Animation Masterpieces hanno elogiato il personaggio come il miglior cattivo della serie di film Pokémon e uno degli elementi più forti di Pokémon il film - Mewtwo colpisce ancora. Il Los Angeles Times ha citato il suo comportamento come un punto di umorismo in relazione al suo aspetto come un "personaggio decisamente felino".
L'immagine di Mewtwo viene utilizzata per il merchandising relativo al franchise Pokémon, che include giocattoli, spazzolini da denti per bambini e una pedina per una versione a tema Pokémon di Monopoly. Sono state realizzate diverse action figure, come una figura snodabile di Hasbro nel 2006 che includeva accessori per ricreare i suoi attacchi Iper Raggio e Schermoluce, e una statuetta "parlante" alta sei pollici di Jakks Pacific come parte di una serie per commemorare l'arco narrativo del Parco Lotta dell'anime. Gli articoli per adulti raffiguranti Mewtwo sono stati anche venduti e distribuiti da Nintendo, come ad esempio magliette. La nazione insulare di Niue ha rilasciato una moneta da un dollaro con il personaggio come parte di una promozione commemorativa per il franchise Pokémon, con Mewtwo da un lato e lo stemma della nazione dall'altro. Mewtwo appare anche sulla fiancata del jumbo jet Pocket Monsters 747 della All Nippon Airways, insieme a Mew.